# Diego Calvo (político)
Diego Calvo fue un abogado, juez y político peruano que formó parte de la primera conformación de la Corte Suprema de Justicia de la República del Perú así como del primer consejo municipal de la ciudad del Cusco. Tuvo participación activa durante el primer gobierno de Agustín Gamarra y la Confederación Perú Boliviana. 
Tras la victoria de las tropas dirigidas por Simón Bolívar en la Batalla de Ayacucho, el 26 de diciembre de 1824 ingresó al Cusco el nuevo prefecto del Cusco Agustín Gamarra quien fue recibido entre honores. Luego de ello, Gamarra estableció la conformación de la primera municipalidad republicana del Cusco. Este municipio estuvo conformado por Pablo Astete y Juan Tomás Moscoso como alcaldes, Vicente Peralta, Miguel Corazao, Pedro Astete, Diego Calvo, Francisco Artajona, Agustín Cosío y Alzamora, Francisco Pacheco, Ramón Dianderas, Pablo de la Mar y Tapia, Juan Egidio Garmendia, Felipe Loaiza, Manuel Orihuela, Isidro Echegaray, Francisco Tejada y Luis Arteaga como regidores, y Toribio de la Torre y José Maruri de la Cuba como síndicos procuradores.
Simón Bolívar, mediante decretos de fechas 19 y 22 de diciembre de 1824, estableció la primera conformación de la Corte Suprema de Justicia del Perú, la misma que se instaló el 8 de febrero de 1825. Asimismo, se establecieron las Cortes Superiores de Lima, Trujillo, Cuzco y Arequipa. El primer presidente de la Corte Suprema de Justicia fue Manuel Lorenzo de Vidaurre . Posteriormente, José de La Mar, en 1928, dispuso la reinstalación de la Corte Supremabajo la presidencia de Andrés Reyes y, luego de producido un proceso electoral en el que intervinieron las Juntas Departamentales y el Senado, se nombró a los vocales supremos Manuel Lorenzo de Vidaurre por Lima, Mariano Alejo Álvarez por Ayacucho, Nicolás Aranibar por Arequipa, Justo Figuerola por La Libertad, Diego Calvo por Cusco, Evaristo Tadeo Gómez Sánchez por Junín y Felipe Corbalán por Puno
En 1829 fue elegido diputado por la provincia de Paruro para el Congreso Ordinario de 1829 que es el primer congreso de la historia republicana del Perú y que se desarrolló en Lima entre el 31 de agosto hasta el 20 de diciembre de ese año mientras la presidencia de la república estuvo ejercida por Antonio Gutiérrez de la Fuente y Agustín Gamarra tras el golpe de Estado que se dio contra José de La Mar.
Durante la Confederación Perú Boliviana, Calvo fue elegido diputado por el departamento del Cusco ante la Asamblea de Sicuani que se reunió del 16 al 22 de marzo de 1836 en Sicuani. Reunió a 23 representantes o diputados de los departamentos del sur del Perú (Arequipa, Ayacucho, Cuzco y Puno), a instancias del mariscal Andrés de Santa Cruz, tras la guerra por el establecimiento de la Confederación Perú-Boliviana.  Esta Asamblea dio la Constitución Política del Estado Sud-Peruano en donde se acordó la formación del Estado Sud-Peruano, así como su federación con la República de Bolivia, y con otro estado que debía crearse en el norte peruano (que sería el Estado Nor-Peruano), los que, en conjunto, conformarían la Confederación Perú-Boliviana.